# Superjednostka (film)
Superjednostka (ang. Superunit) – 20-minutowy film dokumentalny, będący debiutem reżyserskim Teresy Czepiec. Premiera odbyła się w 27 października 2014 roku podczas 57. Festiwalu DOK. Leipzig. Film wyświetlany był na najważniejszych polskich i światowych festiwalach filmowych, na których został wyróżniony i obsypany wieloma nagrodami. Jest to opowieść o ludziach zamieszkujących największy blok w Katowicach. Bohaterami filmu dokumentalnego są ludzie zamieszkujący wnętrze Superjednostki. Tytułowa „Superjednostka” to ogromny budynek mieszkalny. 

## Fabuła
Film ukazuje migawki z życia mieszkańców katowickiej Superjednostki. Wysokościowiec Superjednostka to blok mieszkalny, jeden z największych budynków mieszkalnych w Polsce o 762 mieszkaniach, w których może mieszkać 3 tysiące osób.

## Obsada
Janina Bielska, Józef Górecki, Ewa Kilar, Miruś Lorenc, Stanisław Steczyński, Noe Kronka

## Nagrody
- 2014 Opole (Festiwal Filmowy "Opolskie Lamy") - Nagroda Specjalna Jury w kategorii: dokument
- 2014 Opole (Festiwal Filmowy "Opolskie Lamy") - Nagroda Publiczności
- 2014 Poznań (Międzynarodowy Festiwal Filmowy "Off Cinema") - "Brązowy Zamek" za "użycie oryginalnej formy do pokazania konsekwencji zrealizowanej utopii"
- 2015 Nijmegen (Festiwal Filmowy "Go Short") - Wyróżnienie
- 2015 São Paulo - Rio de Janeiro (MFF Dokumentalnych "It's All True") - Nagroda dla najlepszego krótkiego filmu dokumentalnego w konkursie międzynarodowym
- 2015 Konin (Ogólnopolski Konkurs Filmów Niezależnych (do roku 2009 Amatorskich) OKFA) - Nagroda w kategorii: Film niezależny
- 2015 Huesca (Międzynarodowy Festiwal Filmów Krótkometrażowych) - Wyróżnienie
- 2015 Pernambuco (Festival Internacional de Cinema Universitario de Pernambuco "MOV") - Nagroda "Best Creation of Atmosphere"
- 2015 Madryt (Festival de Cine de Alcala de Henares "Alcine") - I Nagroda w konkursie Europejskich Filmów Krótkometrażowych
- 2015 Sybin (Astra Film Festival) - Nagroda za zdjęcia Paweł Dyllus
- 2015 Anchorage (Międzynarodowy Festiwal Filmowy) - II Nagroda dla krótkiego filmu dokumentalnego
- 2016 Perugia (Perugia Social Film Festival "PerSo") - Nagroda Główna w kategorii Perso Masterpiec[4]